# Chand Baori
Le Chand Baori est un puits à degrés, situé à Abhaneri, dans l'État du Rajasthan, en Inde. Profond de près de trente mètres, avec ses trois mille cinq cent marches réparties sur treize étages, c'est l'un des plus grands bâolis d'Inde.

## Historique
L’antique Abha-Nagari, devenue le village d'Abhaneri, était un fief du clan des Rajputs Chahamanas. L'un d'eux, le raja Chandra (Chand), de la dynastie Nikhumba, aurait ordonné de creuser le puits dans le premier quart du VIIIe siècle.
Le puits est associé au temple Harsat Mata dédié à Dourga, situé à une cinquantaine de mètres au nord. Cependant, la construction du puits serait antérieure  à celle du temple.

## Architecture
Ce baori est bâti sur un vaste plan carré, d'une trentaine de mètres de côté. Cette importante surface lui permettait de collecter directement un maximum d'eau à la période des moussons.

Sa trémie profonde de vingt mètres est formée d'une triple volée d'escaliers, fermée au nord par des salles dont les arcades ouvrent au sud.

- Trois étages de salles sont bâties en retrait, donnant sur deux terrasses.
- En dessous une grande salle, flanquée de deux galeries, surplombe directement le réservoir, en avant d'un puits qui plonge directement dans le réservoir. Au milieu, un exutoire restitue au réservoir l'eau collectée par les toitures et les terrasses de cette partie du puits. Cette salle repose sur deux piliers massifs servant de contrefort à l'ensemble.

Les piliers qui soutiennent les voûtes les galeries étagées au nord sont du même style que celui des piliers du mandapa du temple Harsat Mata.
Sur les trois autres côtés s'étagent douze niveaux de doubles volées d'escaliers d'une symétrie parfaite, harmonieusement disposés. Cette disposition astucieuse permet la circulation d'un maximum de personnes.
Le baori est entouré d'un mur d'enceinte destiné à protéger son accès. Plus tardivement on y a adossé des galeries, ainsi que le labyrinthique pavillon nord par lequel on accède au site.

## Destination
Les chapiteaux aux consoles ornées d'éléphants des colonnes en façade de la grande pièce de l'étage supérieur montrent que ces salles étaient destinées à accueillir le Raja et sa suite pour procéder aux ablutions rituelles avant d'accéder au temple situé juste à côté.

Les rites liés aux ablutions devaient alors se dérouler dans la grande salle en surplombe du réservoir. Le caractère sacré du lieu s'affirme en descendant vers la mare, car seuls les piliers des contreforts sont ornés de niches abritant des bas-reliefs de Ganesh et Durgâ Mahishamardini, la forme terrible de Durgâ.
Le puits devait assurer la ressource en eau, la rivière Banganga se trouvant à cinq kilomètres au nord. Mais faute d'une source abondante, le bassin est réduit à une mare, ce qui a empêché le développement du village qui est à l'état de quasi-abandon.

Les galeries adossées au mur d'enceinte servent de dépôt pour les fragments de sculptures récupérées des ruines du temple de Harsat Mata voisin, et aussi de quelques temples plus petits des alentours.

## Galerie de photos

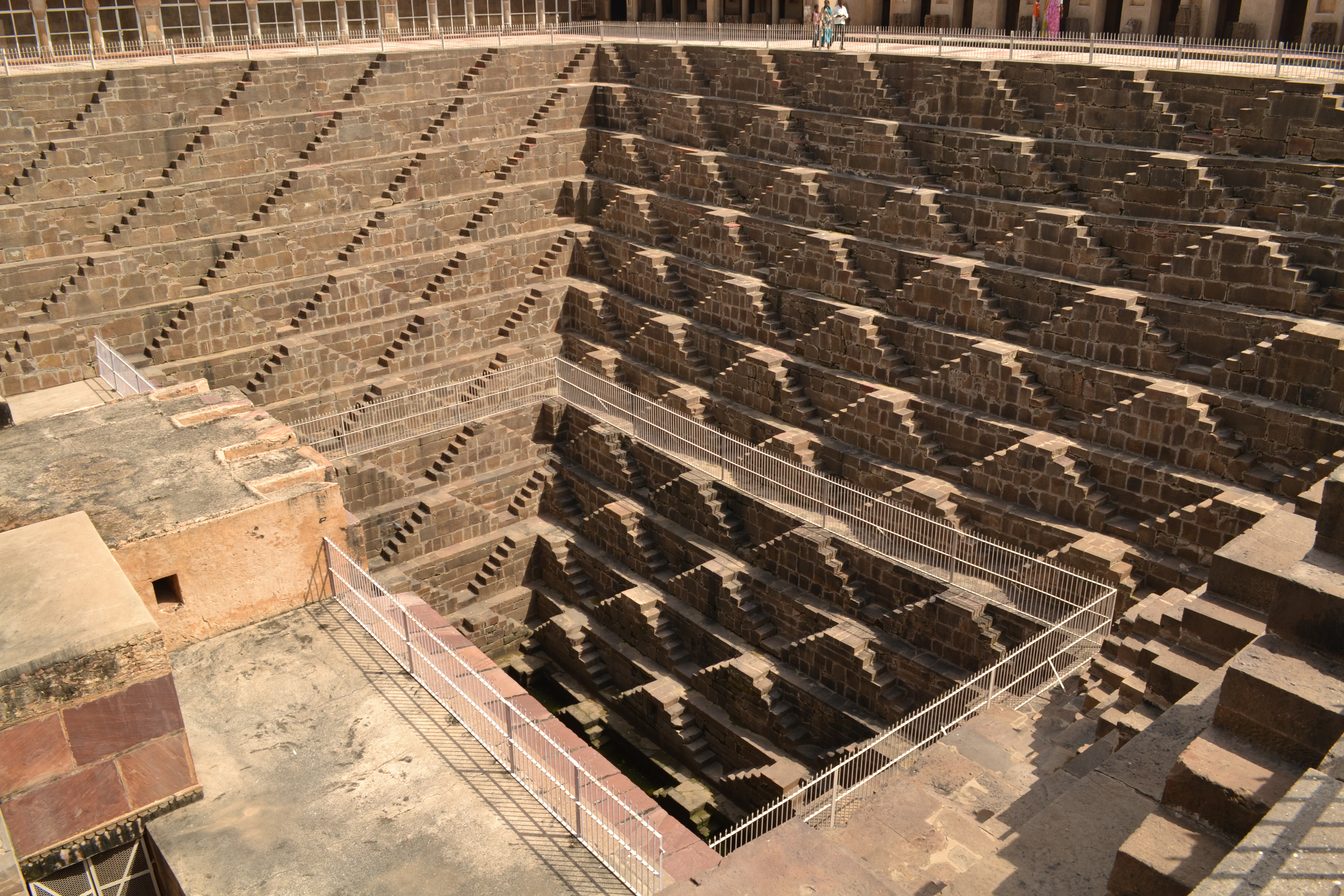
Volées d'escaliers
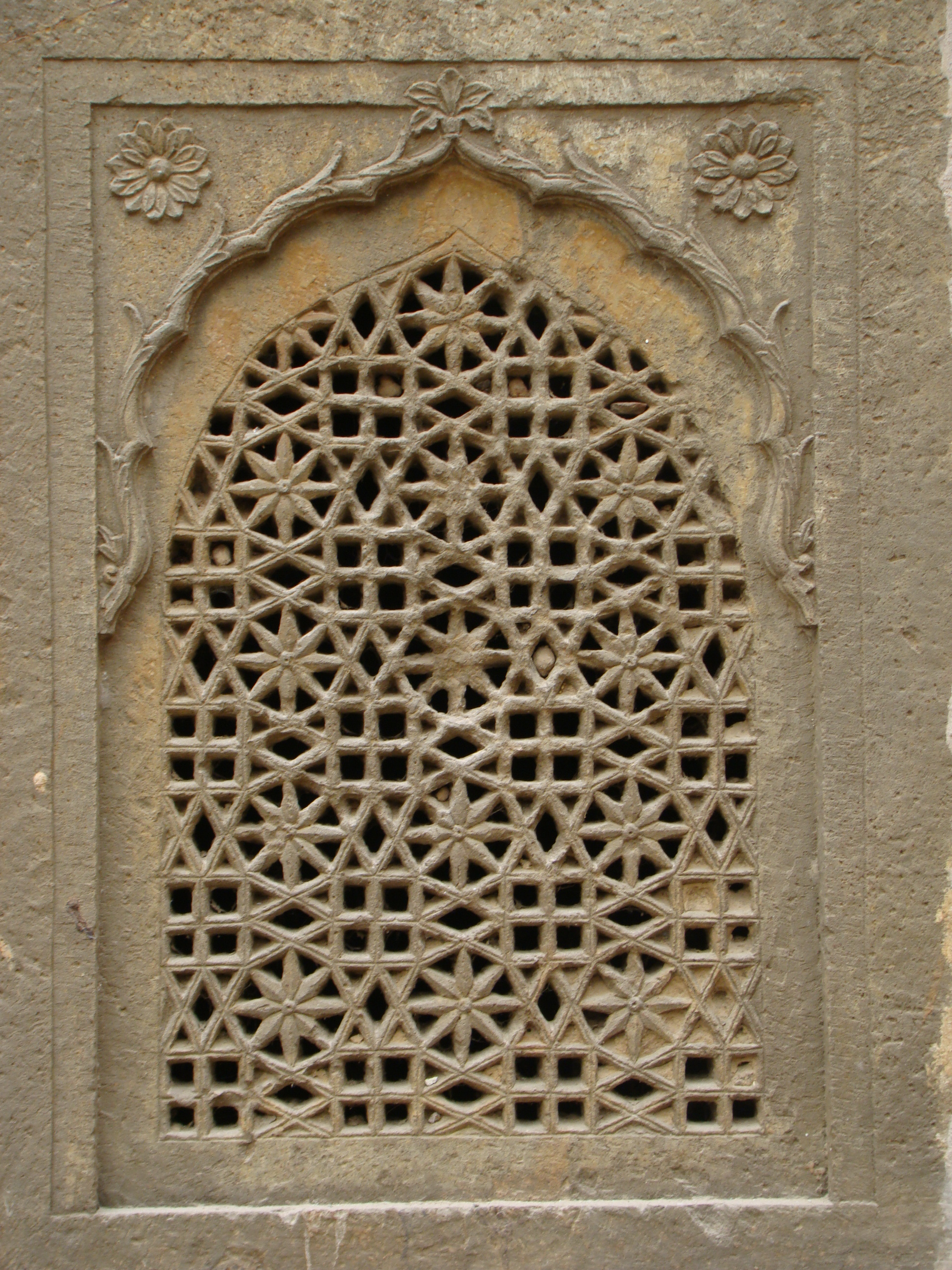
Jali
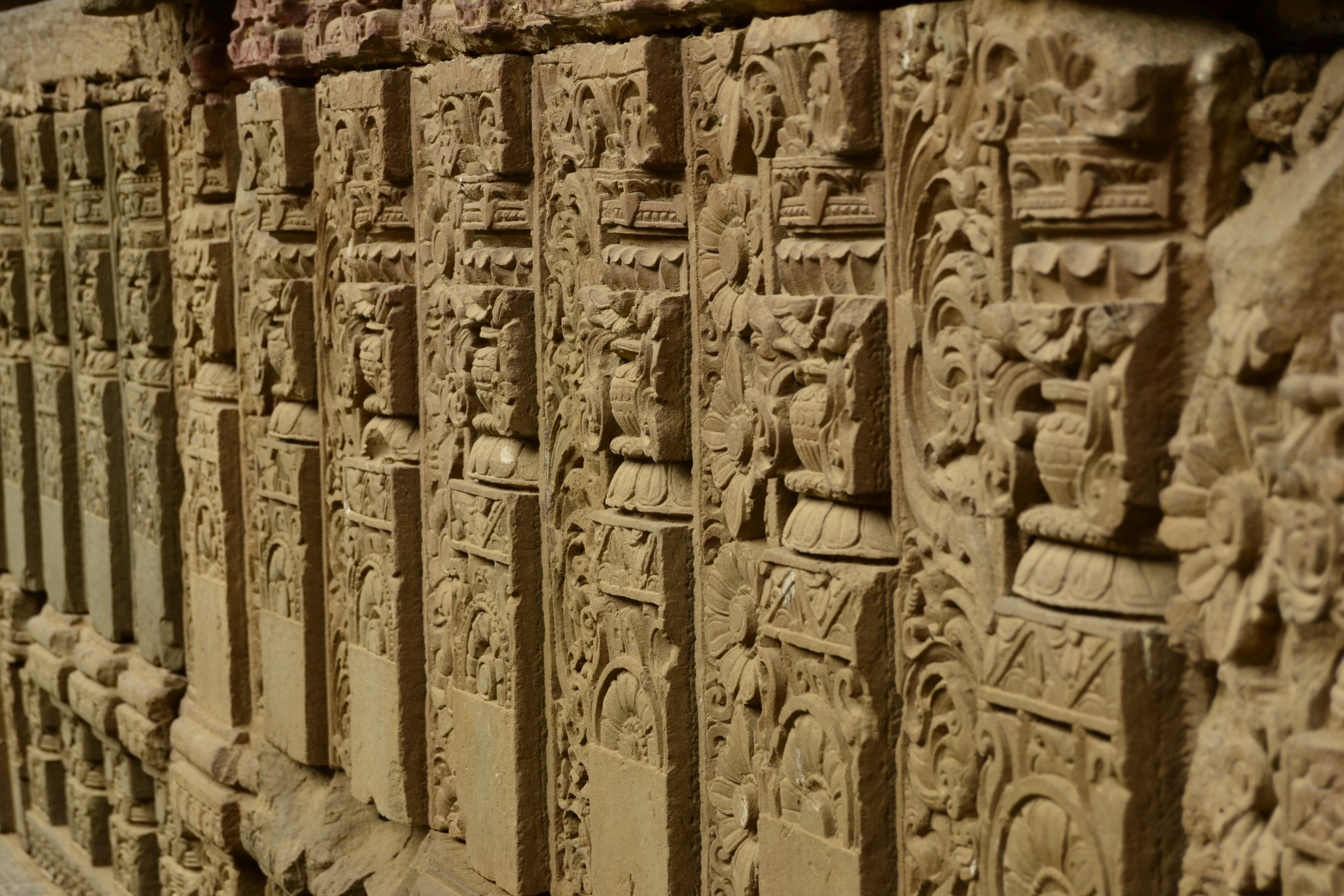
Frise
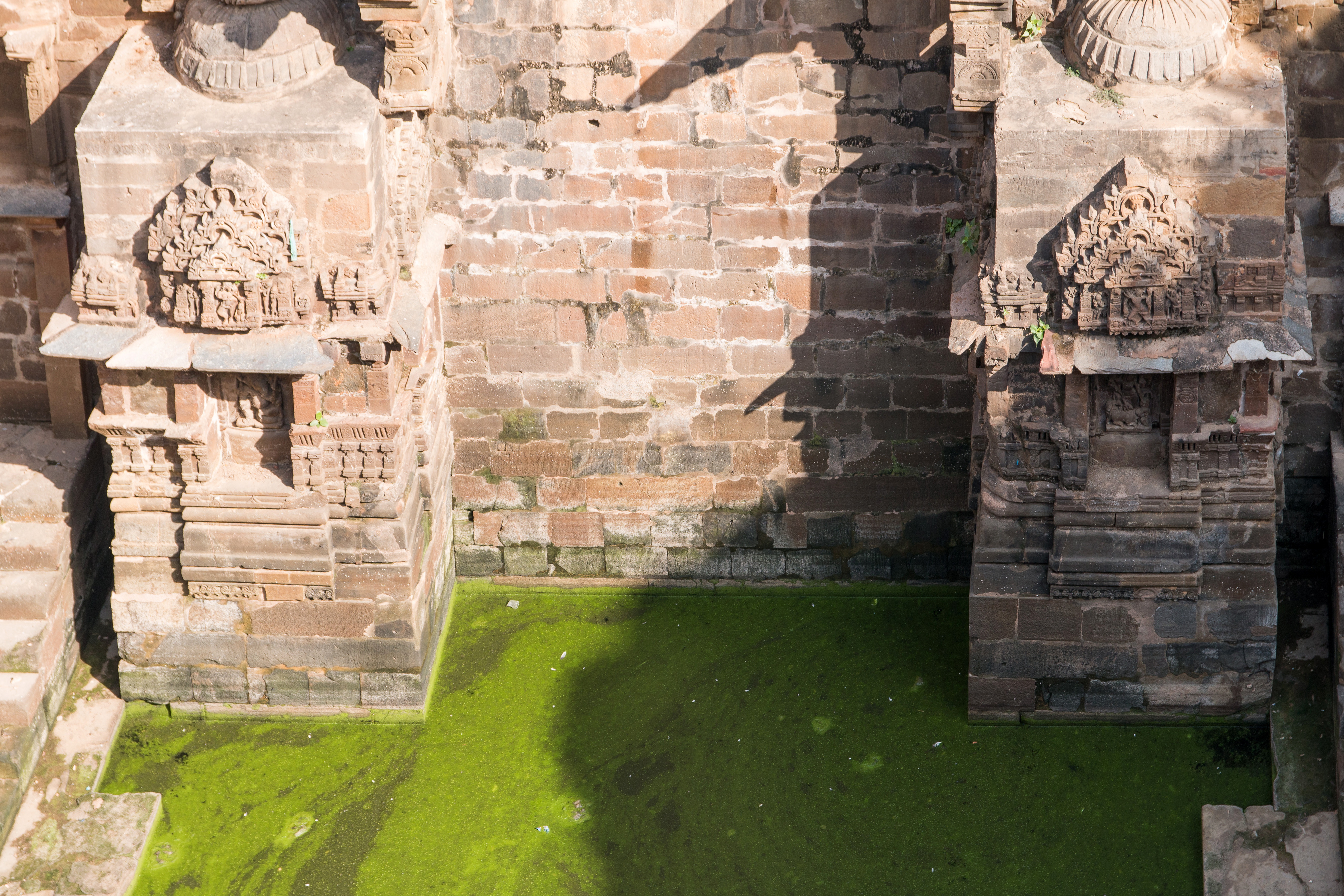
Niches sanctuaires
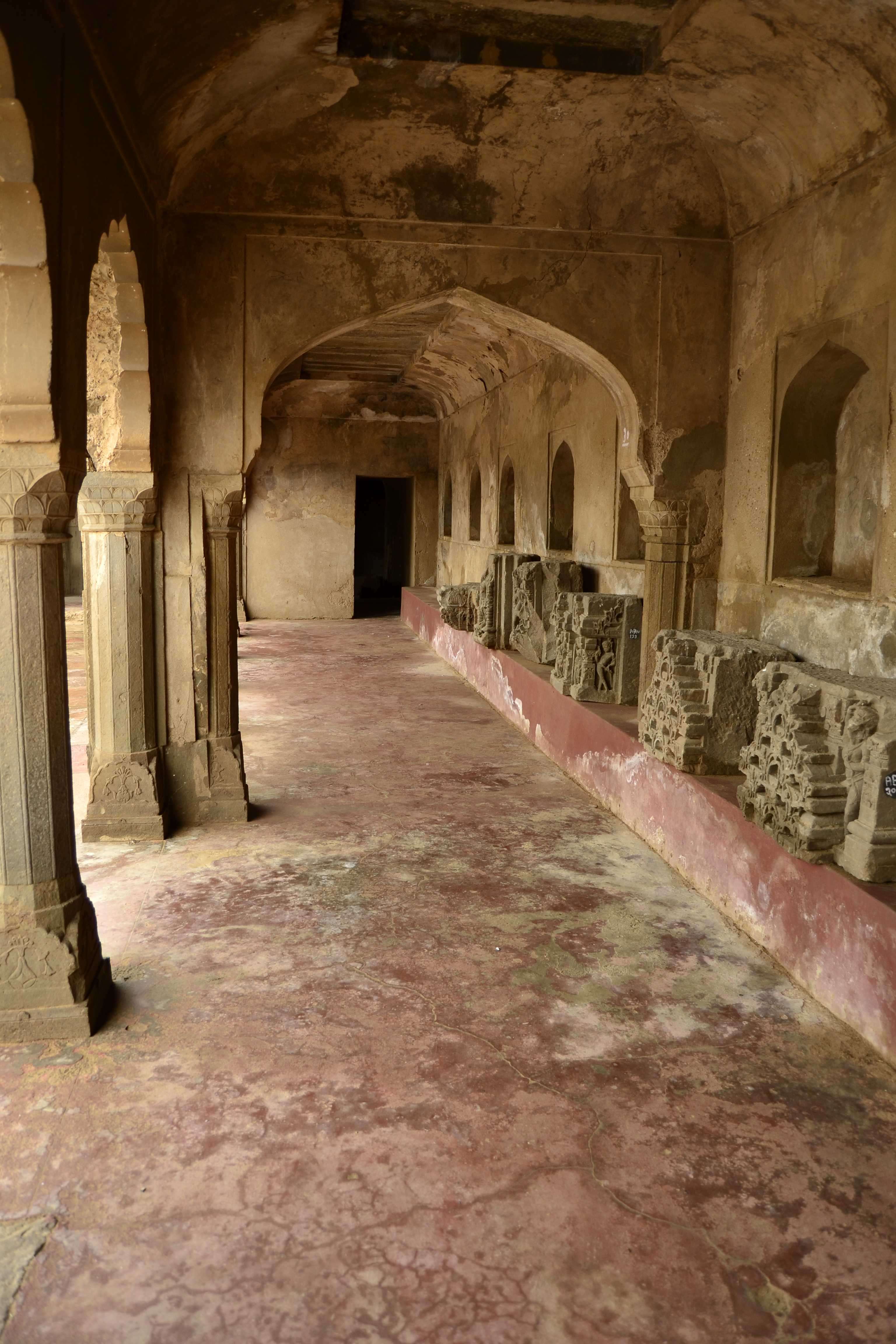
Galerie supérieure, abritant les sculptures du temple
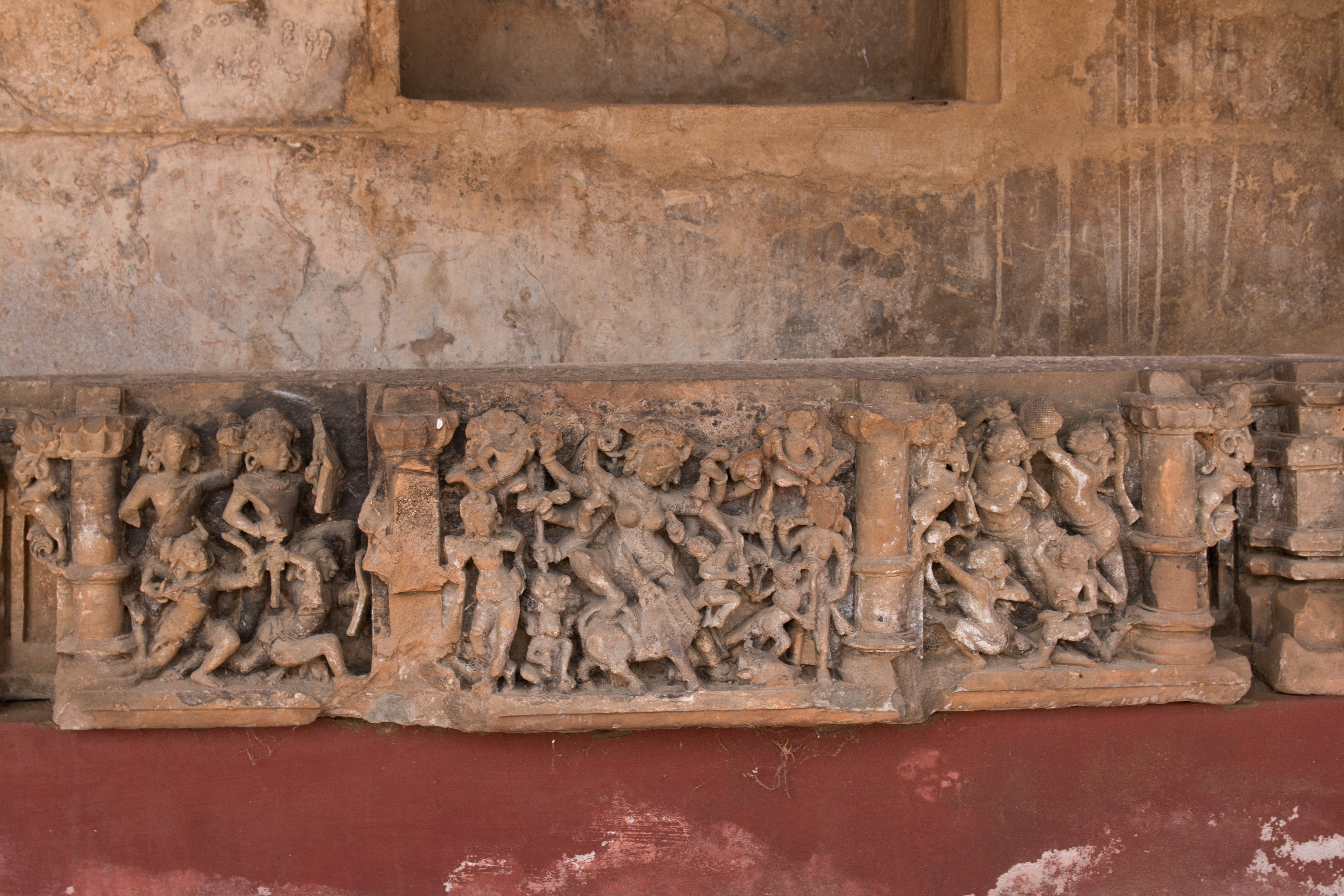
Durgā Mahîshâsuramardini